# Zor (equipo ciclista)
Zor fue un equipo ciclista español activo a finales de los años 1970 y en los años 1980, patrocinado por la marca de encendedores Zor. El equipo se denominó Zor-Vereco y Zor-Helios, pero desde 1982 la marca de encendedores fue el patrocinador en solitario del equipo. En 1986 el equipo fue co-patrocinado por el fabricante de bicicletas BH para denominarse Zor-BH. Desde 1987, BH asumió la titularidad en solitario del equipo, y en 1990 Seguros Amaya pasó a copatrocinarlo. A partir de 1991, esta compañía fue patrocinador único, pasando el equipo a llamarse Amaya Seguros. 

## Historia
Aunque el equipo ya existía en Valladolid con otras denominaciones, es en 1980 cuando Zor pasa a ser patrocinador principal. A las órdenes de Javier Mínguez, la escuadra está integrada por veteranos como Miguel Mari Lasa y algunos jóvenes y prometedores como Eduardo Chozas, aunque sus grandes estrellas son Ángel Arroyo, que esa temporada gana la Vuelta a Castilla y la Vuelta a los Valles Mineros; y Faustino Rupérez, que gana la general final de la Vuelta a España 1980.
En 1981, Chozas gana una etapa en la Vuelta a Asturias, Lasa una en la Vuelta a España 1981 y otra en el Giro de Italia 1981, mientras que Faustino Rupérez gana la Volta a Cataluña y la Vuelta a Burgos.
En 1982 se incorpora al equipo Álvaro Pino, uno de sus escaladores más exitosos, que ese año gana la Subida al Naranco. Ángel Camarillo logra por su parte una etapa en la Vuelta a España 1982.
En 1983 se incorpora, procedente del Teka, la gran esperanza del ciclismo español, Alberto Fernández, que realiza una gran temporada: gana la Subida a Arrate, la Semana Catalana y una etapa, y queda 3.º en la Vuelta a España 1983, donde llegó a ir de líder y ganó una etapa, y 3.º en el Giro de Italia 1983, venciendo en dos etapas. El equipo gana también la clasificación por escuadras de la Vuelta a España.
En la Vuelta a España 1984, Alberto Fernández se quedaría a solo 6 segundos de ganar la carrera, que se llevó el francés Eric Caritoux. Fernández falleció en diciembre de ese mismo año en un accidente de tráfico.
En 1985 el equipo sufre una importante renovación. Entre los jóvenes más prometedores que se incorporan se encuentra el madrileño Anselmo Fuerte. En 1986, se produce la irrupción de otro joven escalador, Laudelino Cubino. Pero el nombre del año para el Zor es Álvaro Pino, que gana la Vuelta a España 1986. Esa es la última temporada del equipo Zor, ya que para la siguiente el copatrocinador bicicletas BH pasa a ser patrocinador único del equipo, que mantendrá su estructura y plantilla en los siguientes años.

## Principales ciclistas
Algunos de los ciclistas del equipo fueron: Ángel Arroyo, Eduardo Chozas, Alberto Fernández, Pacho Rodríguez, Juan Fernández, Faustino Rupérez, Ángel Camarillo, Rodríguez Magro, Ibáñez Loyo, José Luis Navarro y Álvaro Pino.

## Corredor mejor clasificado en las Grandes Vueltas
| Año  | Giro de Italia                  | Tour de Francia  | Vuelta a España              |
| ---- | ------------------------------- | ---------------- | ---------------------------- |
| 1979 | -                               | -                | 5.º Faustino Rupérez         |
| 1980 | 11.º Faustino Rupérez           | -                | 1.º Faustino Rupérez         |
| 1981 | 16.º Eduardo Chozas             | -                | 2.º Pedro Muñoz Machín       |
| 1982 | 10.º Faustino Rupérez           | -                | 4.º Faustino Rupérez         |
| 1983 | 3.º Alberto Fernández Blanco    | -                | 3.º Alberto Fernández Blanco |
| 1984 | 13.º Faustino Rupérez           | -                | 2.º Alberto Fernández Blanco |
| 1985 | 19.º José Luis Navarro Martínez | 19.º Álvaro Pino | 3.º Pacho Rodríguez          |
| 1986 | -                               | 8.º Álvaro Pino  | 1.º Álvaro Pino              |